# 赵式铭

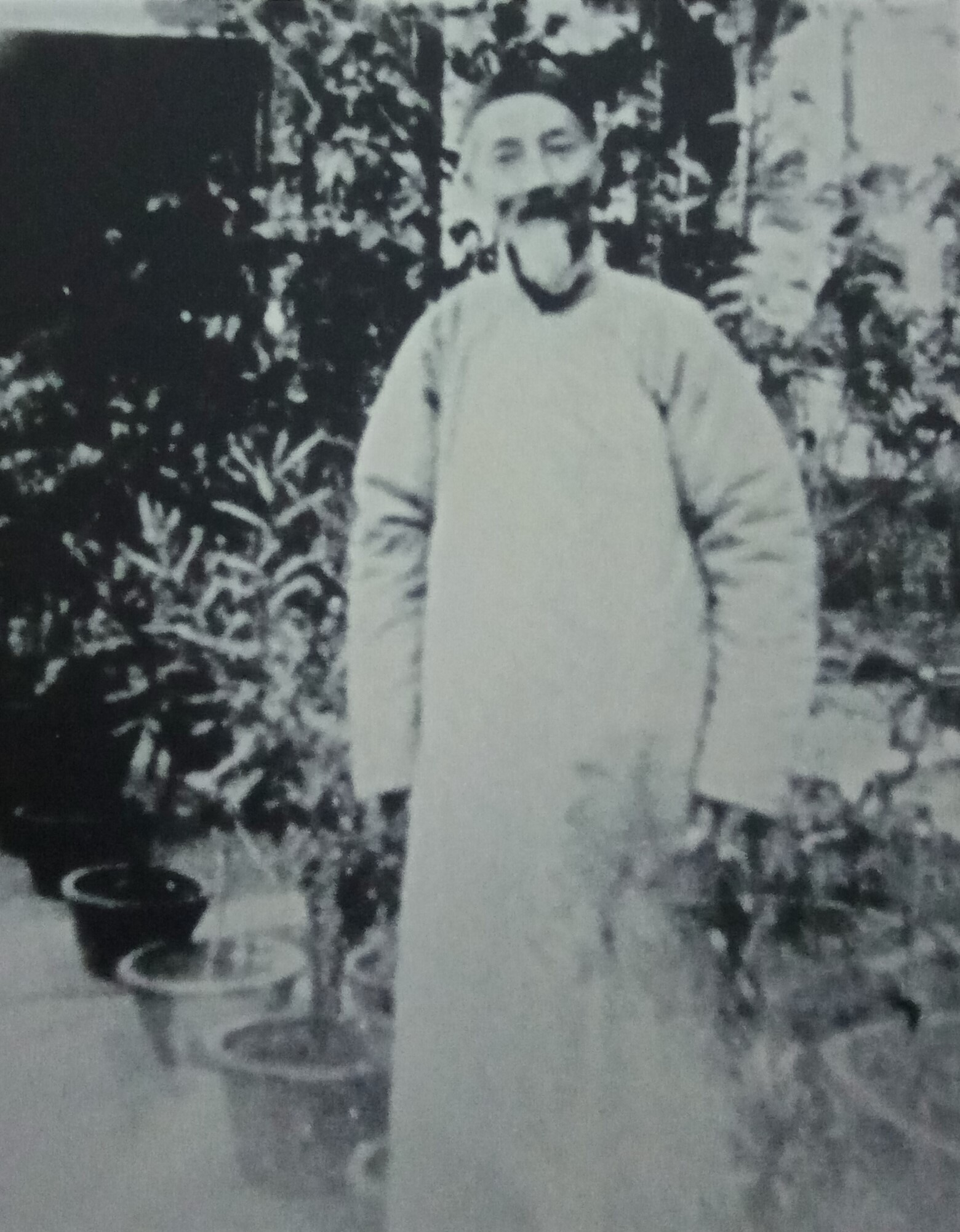
赵式铭

赵式铭（1873年9月16日—1942年10月19日），字星海，号韬父。白族，云南省剑川县人。创办了中国第一份白话文报纸《丽江白话报》以及《永昌白话报》，是白话文运动的先驱者。也曾参与《云南日报》的创办。1939年，任云南通志馆馆长，与周钟岳等编纂《新纂云南通志》。著有《白文考》，《云南光复志》等书。